# For Whom the Bell Tolls (pel·lícula)
|  | Aquest article tracta sobre la pel·lícula de Sam Wood sobre la novel·la d'Ernest Hemingway. Vegeu-ne altres significats a «Per qui toquen les campanes». |

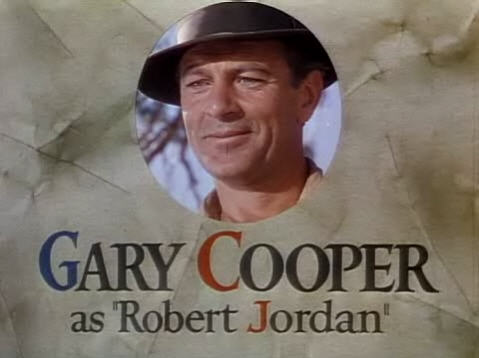
Gary Cooper

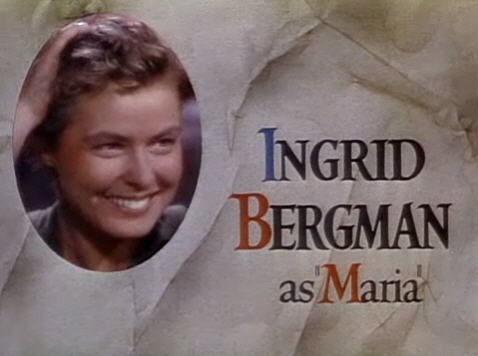
Ingrid Bergman

For Whom the Bell Tolls és una pel·lícula estatunidenca dirigida per Sam Wood el 1943.

## Argument[1]
Aquesta pel·lícula és treta de la novel·la d'Ernest Hemingway Per a qui toquen les campanes. Arribat per combatre al costat dels republicans en la Guerra d'Espanya, l'americà Robert Jordan és encarregat de fer saltar a Castella un pont defensat pels feixistes per tal de tallar la carretera a l'exèrcit franquista. S'enamora de Maria , un dels resistents del grup dirigida per Pablo  i la seva dona Pilar.

### Comentaris
De la seqüència d'obertura a la seqüència de tancament, la pel·lícula és travessada per tres temes principals.
1. El tema de la mort. Robert té per a missió fer saltar el pont i sap que no sobreviurà. Pablo, coneixent la missió, sap immediatament que conduirà a la seva mort. Sordo, també, hi veu aquesta sortida inevitable. Gairebé tots els personatges preveuen la seva pròpia mort.
2. El tema de la camaraderia acompanya la perspectiva de la mort, sacrifici dels personatges per una justa causa. Robert Jordan, Anselmo i els altres estan a punt per fer-ho, com «tot home de bé ho faria», amb abraçades freqüents que reforcen la impressió d'una companyonia intensa. Després d'haver anunciat a Joaquim l'execució de tota la seva família, tothom l'abraça i declara ser ara la seva família. Aquest amor dels uns per als altres es porta també a la terra d'Espanya, des del començament fins a la fi. És un himne a la vida travessada per la mort, la vida simple i punxant descrita com «sentir el seu cor bategar contra el sòl entapissat d'agulles de pi».
3. El tema del suïcidi en tots els personatges on cadascun prefereix matar-se o ser mort per un camarada abans de ser capturat. La imatge final és Robert Jordan, ferit i incapaç de seguir els seus companys, que es prepara per morir protegint els seus companys amb una emboscada als perseguidors.

## Repartiment
- Gary Cooper: Robert Jordan
- Ingrid Bergman: Maria
- Akim Tamiroff: Pablo
- Arturo de Córdova (als crèdits Arturo de Cordova): Agustin
- Vladimir Sokoloff: Anselmo
- Mikhail Rasumny: Rafael
- Fortunio Bonanova: Fernando
- Katína Paxinoú: Pilar
- Joseph Calleia: El sord
- Victor Varconi: Primitivo
- Pedro de Cordoba: Coronel Miranda
- George Coulouris: André Massart
- Frank Puglia: Capità Gomez
- Lilo Yarson: Joaquin

I, entre els actors que no surten als crèdits :
- Yvonne De Carlo: Una noia en un cafè
- Alberto Morin: 2n soldat
- Konstantin Shayne: Karkov
- Michael Visaroff: Un oficial

## Galeria

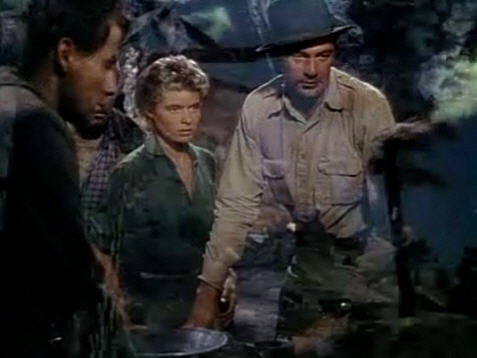
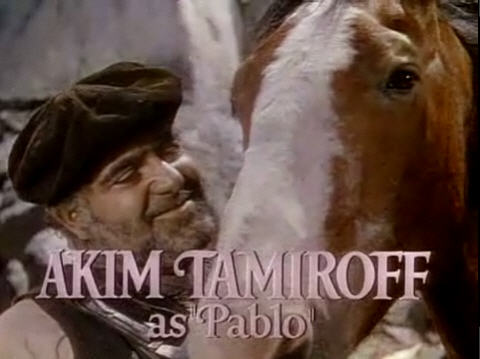
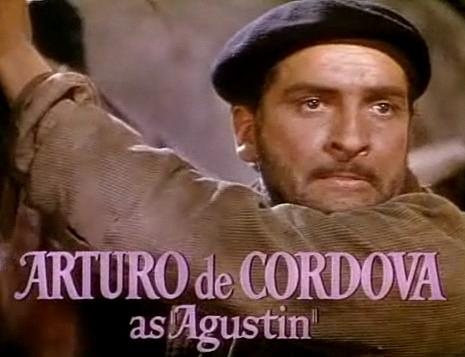
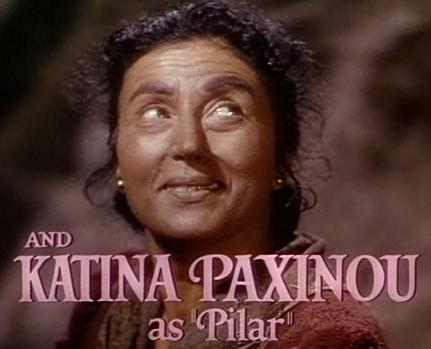
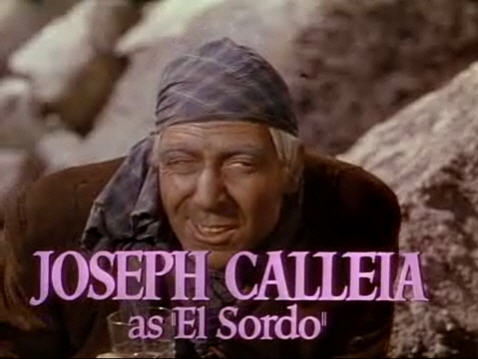
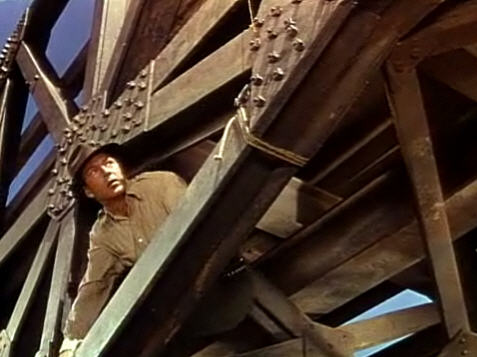

## Al voltant de la pel·lícula
- La pel·lícula ha inspirat una peça (homònima) del grup de thrash metal Metallica.
- Una lectura de la pel·lícula en termes d'autoanàlisi Arxivat 2011-09-11 a Wayback Machine. en la cruïlla de la història europea i la història americana, pel filòsof Stanley Cavell

## Premis i nominacions

### Premis
- 1944: Oscar a la millor actriu secundària per Katína Paxinoú
- 1944: Globus d'Or al millor actor secundari per Akim Tamiroff
- 1944: Globus d'Or a la millor actriu secundària per Katina Paxinou

### Nominacions
- 1944: Oscar a la millor pel·lícula
- 1944: Oscar al millor actor per Gary Cooper
- 1944: Oscar a la millor actriu per Ingrid Bergman
- 1944: Oscar al millor actor secundari per Akim Tamiroff
- 1944: Oscar a la millor fotografia per Ray Rennahan
- 1944: Oscar al millor muntatge per Sherman Todd
- 1944: Oscar a la millor banda sonora per Victor Young
- 1944: Oscar a la millor direcció artística per Hans Dreier, Haldane Douglas i Bertram C. Granger